# 巴士车站 (建筑物)

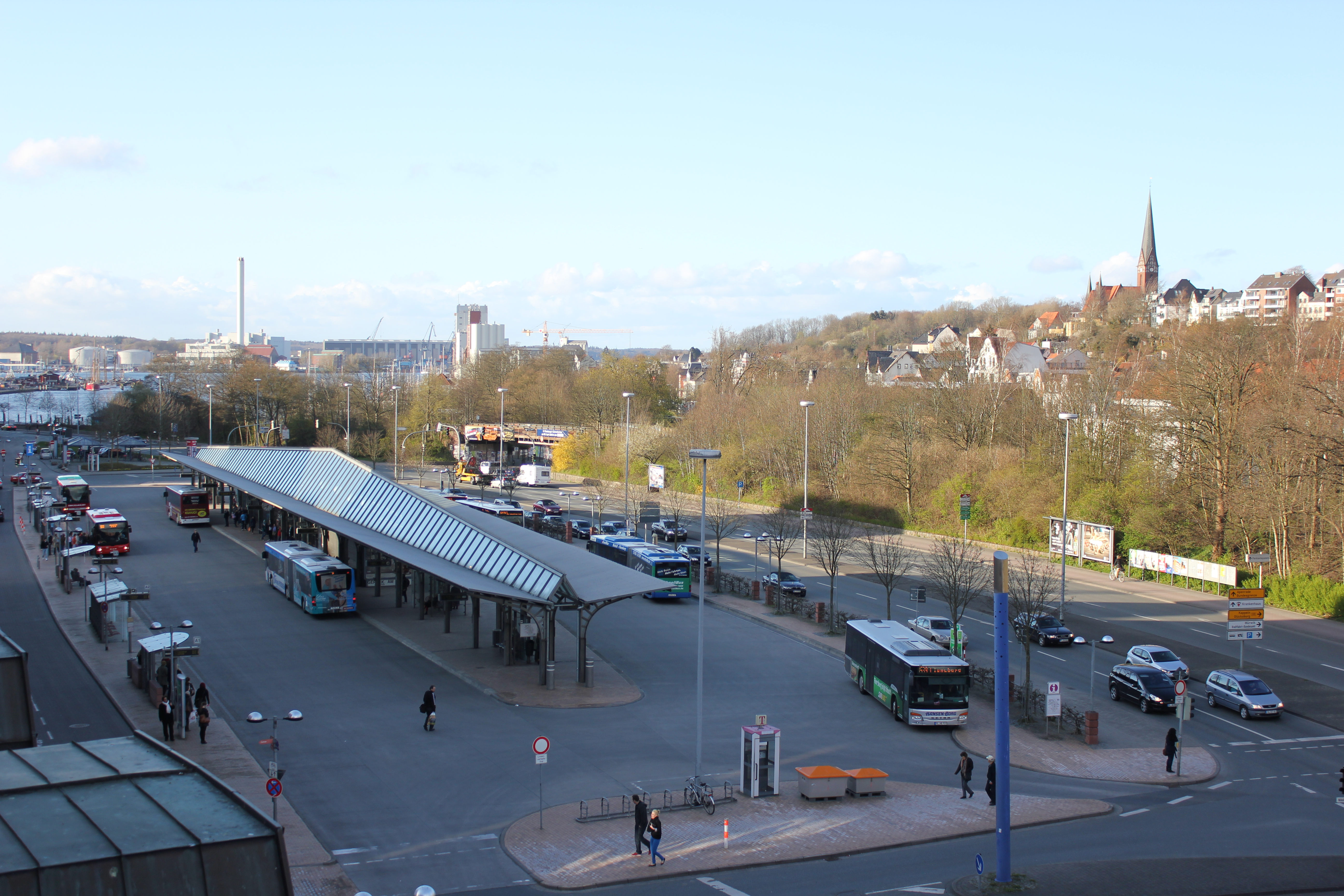
德国弗伦斯堡中央Omnibus车站

帶有建築物的巴士车站（英語：Bus Station）一般是指城市或者郊区的供公共汽车以及城際巴士进行上下客的巴士終點站或者与轨道交通换乘的轉運站。一般而言，帶有建築物的巴士车站的规模比巴士站较大。
帶有建築物的巴士车站的站台一般供固定的一个或者多个线路使用。
印度的金奈Mofussil公交总站是亚洲最大的公交车站。欧洲最大的地下公交车站是Kamppi Center车站。